# Nedyemibra
Nedyemibra fue un faraón de la dinastía XIII de Egipto, que gobernó c. 1746-1741 a. C.
Su nombre, Nedyemibra, está escrito en el Canon Real de Turín, en el registro VI,14. 

## Testimonios de su época
Se han encontrado dos escarabeos con su nombre, uno en Menfis y otro en Asia Menor.

## Titulatura
| Titulatura | Jeroglífico | Transliteración (transcripción) - traducción - (referencias) |

| N5 | M29 | G17 | Y1V | ib | Z1 |

| N5 | M29 | G17 | Y1V | ib | Z1 |

| N5 | M29 | G17 | Y1V | ib | Z1 |

| N5 | M29 | G17 | Y1V | ib | Z1 |

| N5 | M29 | G17 | Y1V | ib | Z1 |

| N5 | M29 | G17 | Y1V | ib | Z1 |

| N5 | M29 | G17 | Y1V | ib | Z1 |

| N5 | M29 | G17 | Y1V | ib | Z1 |

| N5 | M29 | G17 | Y1V | ib | Z1 |

| N5 | M29 | G17 | Y1V | ib | Z1 |

| N5 | M29 | G17 | Y1V | ib | Z1 |

| N5 | M29 | G17 | Y1V | ib | Z1 |

| N5 | M29 | G17 | Y1V | ib | Z1 |

| N5 | M29 | G17 | Y1V | ib | Z1 |

| N5 | M29 | G17 | Y1V | ib | Z1 |

| N5 | M29 | G17 | Y1V | ib | Z1 |